# 液果

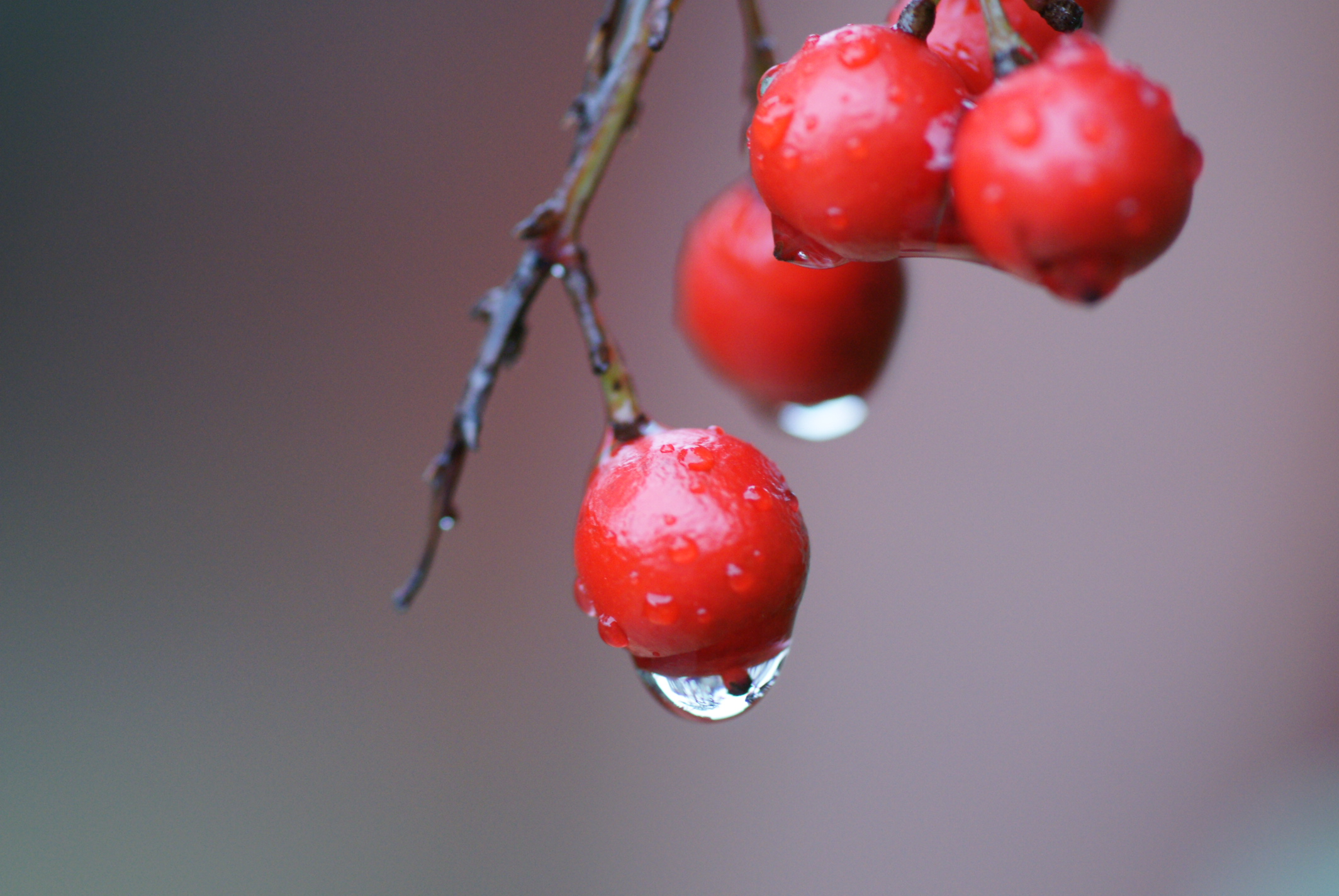
ナンテン（メギ科）の液果（単漿果）

液果（えきか）とは、広義には、少なくとも果皮の一部が多肉質または多汁質になっている果実のことである。この広義の液果は、多肉果（たにくか）と同義である。広義の液果（多肉果）には、狭義の液果（漿果）とともに、ミカン状果、ウリ状果、ナシ状果、核果が含まれる。
一方、狭義の液果は内果皮・中果皮ともに多肉質または多汁質になっている果実のことであり、この狭義の液果は、漿果（しょうか）や真正液果（しんせいえきか）と同義である。人間が食用とする果実の中で、ブドウ、柿、キウイフルーツ、ナス、トマトなどは狭義の液果（漿果）とされる。
広義の液果は、ふつう多肉質・多汁質の部分が鳥や哺乳類の食料となって食べられ、種子が排出されることで種子散布される。

## 定義
液果は、広義と狭義で範囲が異なる。広義の液果は、成熟した状態で少なくとも果皮の一部が多肉質または多汁質な果実のことである。この意味での液果は、多肉果（英: sap fruit, succulent fruit, freshy fruit）と同義である。基本的に液果（多肉果）は裂開しないが、アケビ（アケビ科）のように裂開するものもある。
多肉果には、以下のように狭義の液果（漿果）、ミカン状果、ウリ状果、ナシ状果、核果が含まれる。

### 漿果

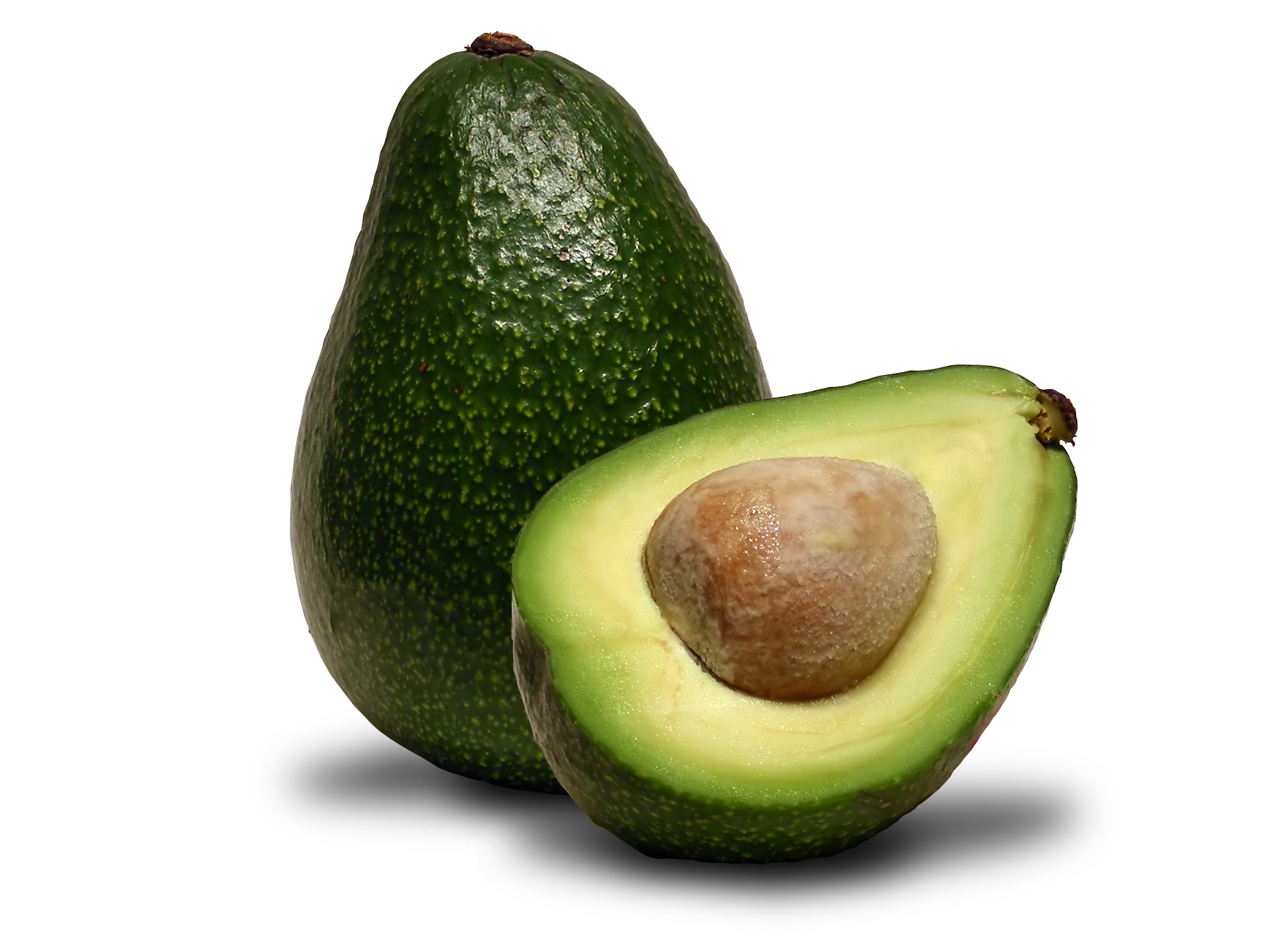
アボカド（クスノキ科）の漿果とその縦断面

狭義の液果は、外果皮以外の果皮（中果皮と内果皮）が多肉質・多汁質である果実のことである。この意味での液果は、漿果や真正液果（英: berry, bacca）ともよばれる。漿果のうち、1心皮からなるものは単漿果（simple berry）、複数の心皮からなるものは複漿果（compound berry）とよばれることがある。子房上位のものも子房下位のものもあり、後者の場合は子房に由来する果皮は花托に由来する構造で包まれていることになるが、下記のウリ状果やナシ状果を除いて特に分けずに漿果としていることが多い（バナナ、スノキ属など）。
植物学用語としての berry は漿果（狭義の液果）を意味するが、一般用語としての berry や日本語の「ベリー」は小型で多肉質の果実を意味し、イチゴ（ストロベリー）やキイチゴ（ラズベリー）、クワ（マルベリー）、スグリ（グーズベリー）、ブルーベリーなどが含まれる。このうちスグリやブルーベリーは漿果であるが、イチゴはイチゴ状果、キイチゴは集合核果（キイチゴ状果）、クワはクワ状果である。
身近な漿果の例はアボカド（クスノキ科）、バナナ（バショウ科）、ブドウ（ブドウ科）、ザクロ（ミソハギ科）などに見られる。日本で見られる野生植物としては、マツブサ科、クスノキ科、サトイモ科などに漿果を形成するものが多い。
サネカズラ（マツブサ科）やバンレイシ（バンレイシ科）では1個の花に多数の雌しべがあり（離生心皮）、多数の雌しべがそれぞれ漿果となってひとまとまりの構造を形成する。このような集合果は、集合漿果（baccetum, etaerio of berries）とよばれる。またサトイモ科やサルトリイバラ科などでは多数の花が密集して付いているが、個々の花の雌しべが漿果となり、これが密集して複合果（多花果）を形成していることがあり、漿果型多花果（multiple fruit of berries）とよばれる。スイカズラ属（スイカズラ科）の一部は、2個の花に由来する2個の漿果が合着した果実を形成し、このような複合果は特に bibacca ともよばれる。

### ミカン状果

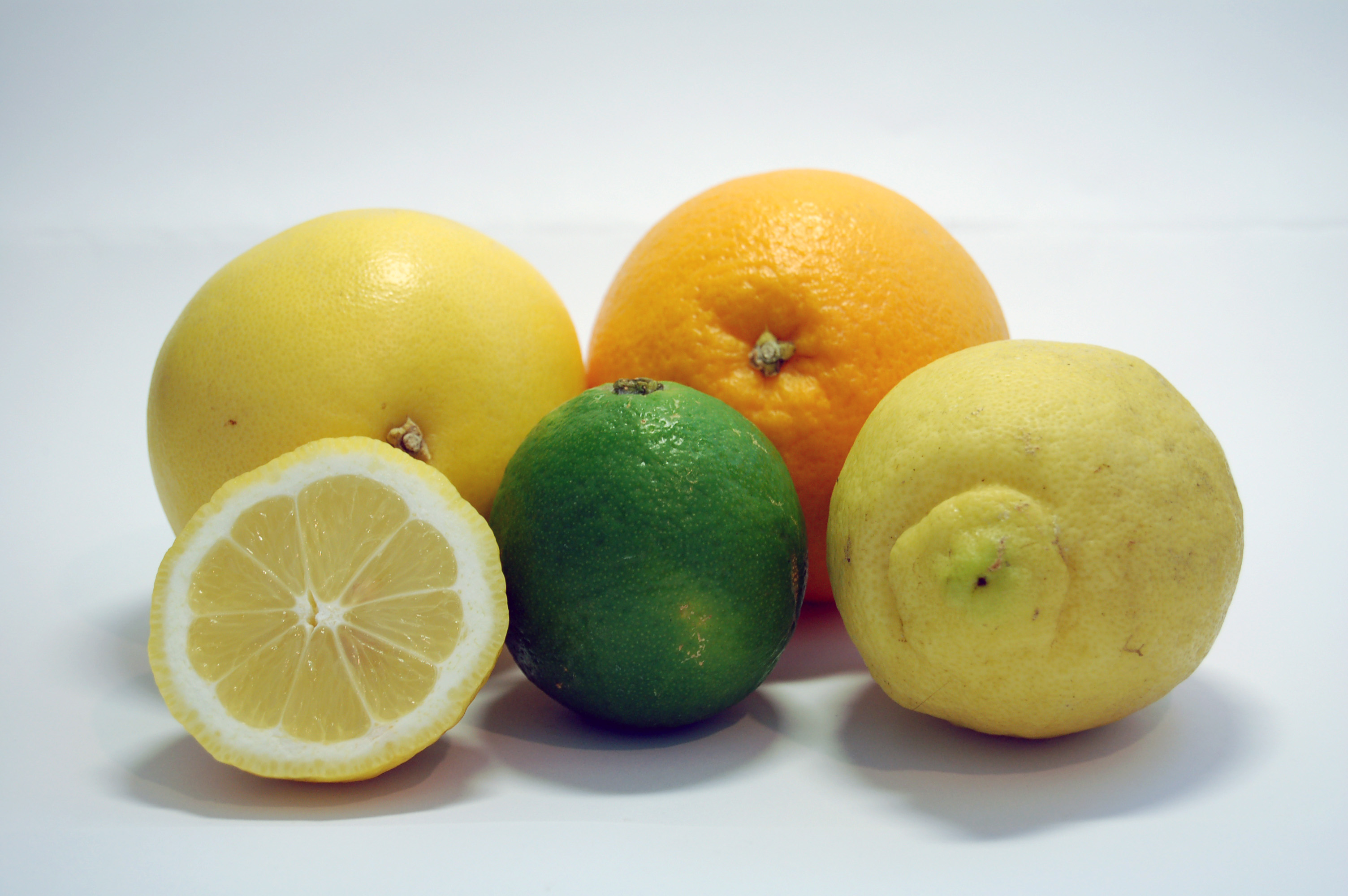
さまざまなミカン状果

ミカン状果または柑果（）（hesperidium）とは、ミカン科のミカン連に見られる特徴的な多肉果である。外果皮はフラベド（flavedo）とよばれ緻密でカロテンや油細胞を含み、中果皮はアルベド（albedo）とよばれ白く海綿質、内果皮は膜質であり（"袋"、"房"、じょう嚢、瓤嚢）、内側に果汁に富んだ毛（砂じょう、砂瓤、果汁嚢）が生えている。漿果の一型とされることもある。ミカン、オレンジ、レモン、ライム、グレープフルーツなどのミカン状果は、食用に広く利用されている。

### ウリ状果

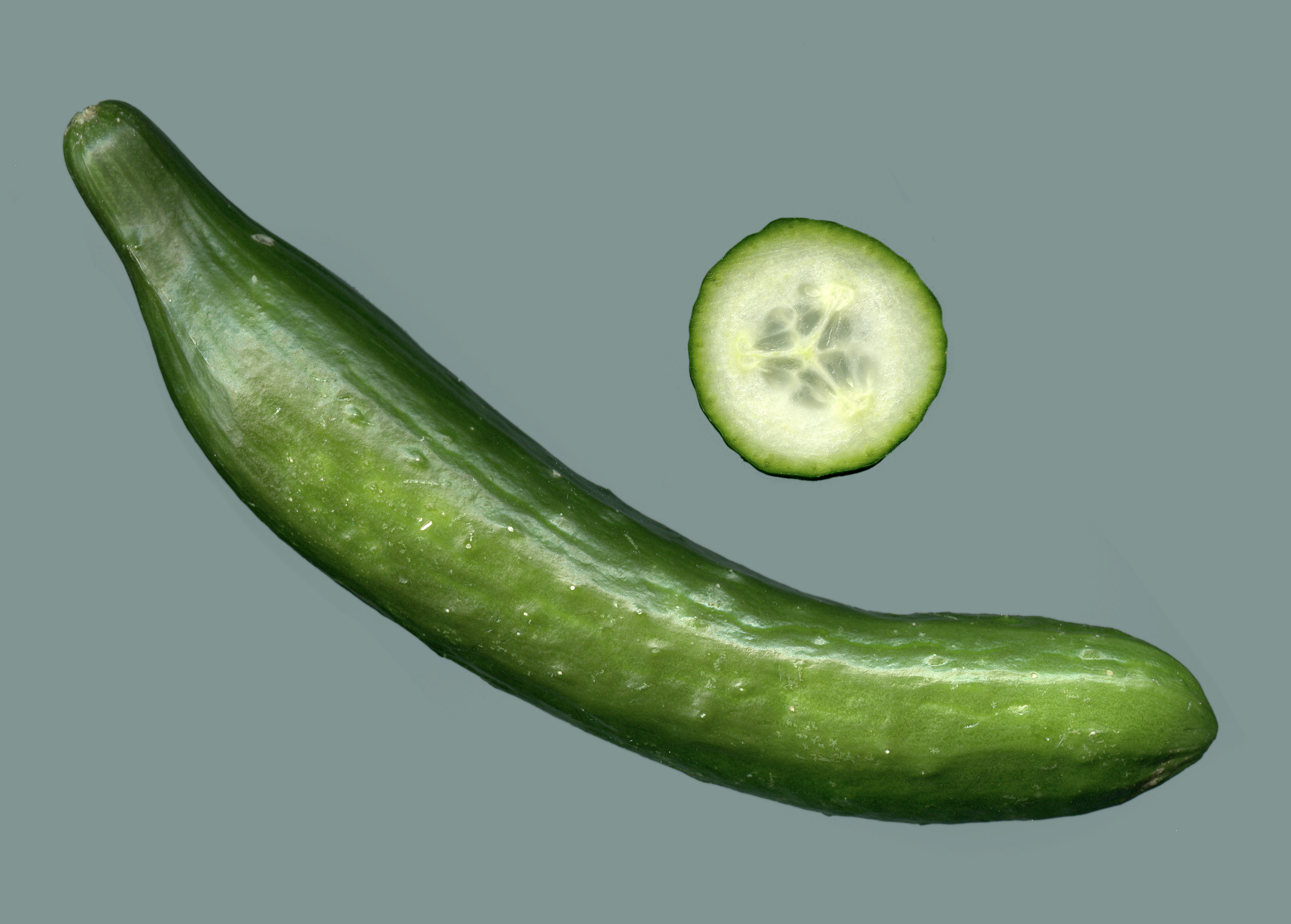
キュウリのウリ状果とその横断面

ウリ状果（瓜状果）または瓠果（）、瓢果（）（pepo）はウリ科に見られる子房下位の雌しべに由来する果実であり、外果皮と花托筒が癒合してふつう厚く硬化し（rind）、中果皮・内果皮は多肉質である。漿果の一型とされることもある。キュウリやツルレイシ（ニガウリ）、カボチャなどのウリ状果は食用などに利用されている。

### ナシ状果

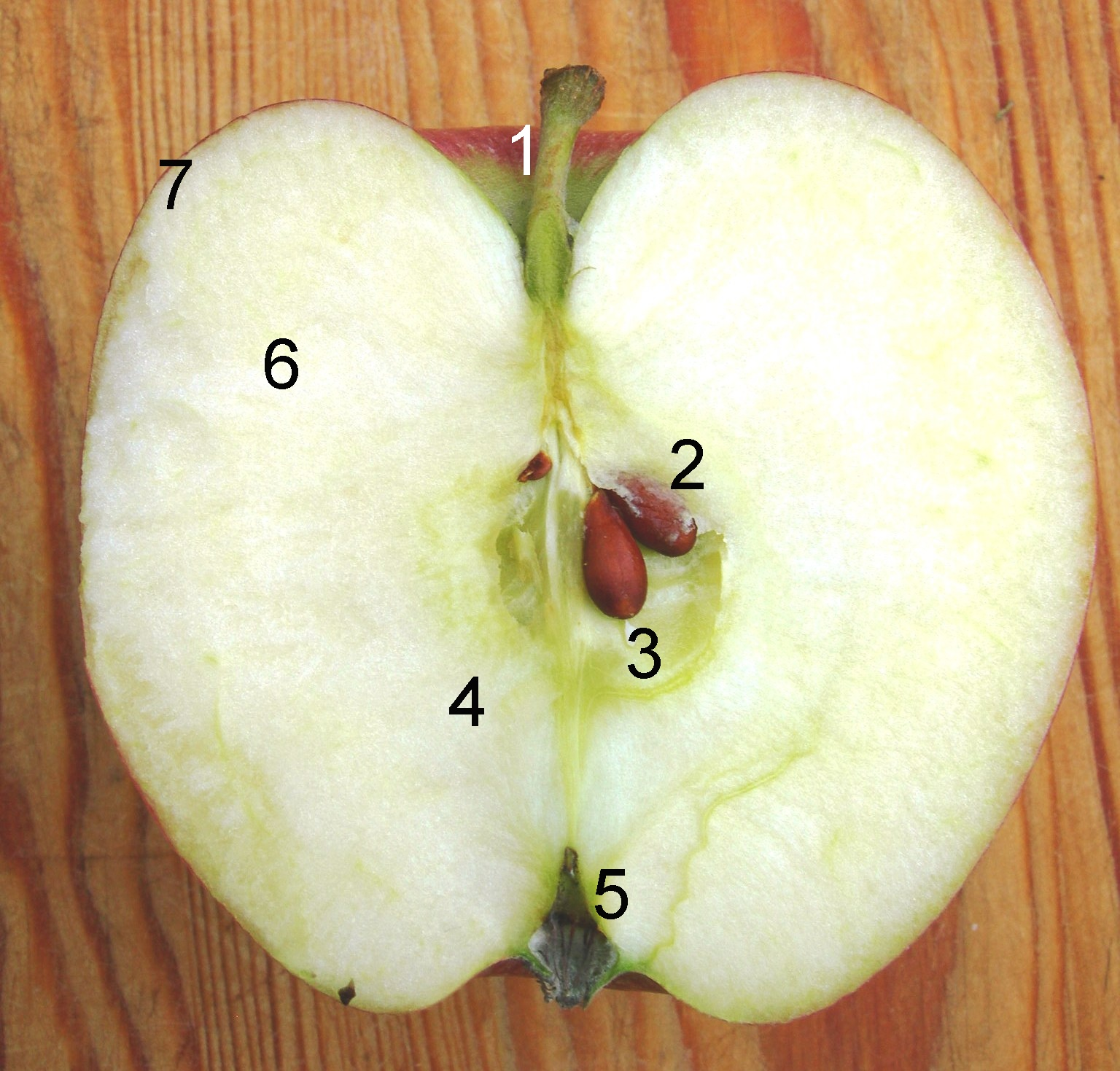
リンゴのナシ状果
1:果柄、2:種子、3:内果皮、4:中・外果皮、5:雄しべや萼の跡、6,7:花托が発達した部分

ナシ状果（リンゴ状果、梨果、仁果、pome）とは、バラ科ナシ連の多くの種に見られ、花托に包まれた子房（つまり子房下位）に由来する果実であり、子房に由来する部分が液質または革質になり、これを包む花托の部分が発達して多肉質・多汁質になる。ナシ状果は、リンゴ、ナシ、ビワなどに見られる。リンゴやナシの場合、食用とするのは花托に由来する部分であり、子房に由来する部分はおおよそ芯とよばれる部分にあたる。このように多くの部分が子房以外の構造に由来するため、ナシ状果は偽果でもある。

### 核果
核果（石果、drupe）とは、内果皮が硬化して種子を包む核となっている果実であり、それを包む中果皮がふつう多肉質や多汁質となっている。身近な例として、ナツメヤシ（ヤシ科）、モモ、ウメなどがある。日本で見られる野生植物としては、センリョウ科、ツヅラフジ科、ユズリハ科などに核果を形成するものが多い。ココヤシの果実は内果皮が硬化して核を形成しているため核果の1型とされるが、中果皮は繊維質で乾いている。

## 種子散布

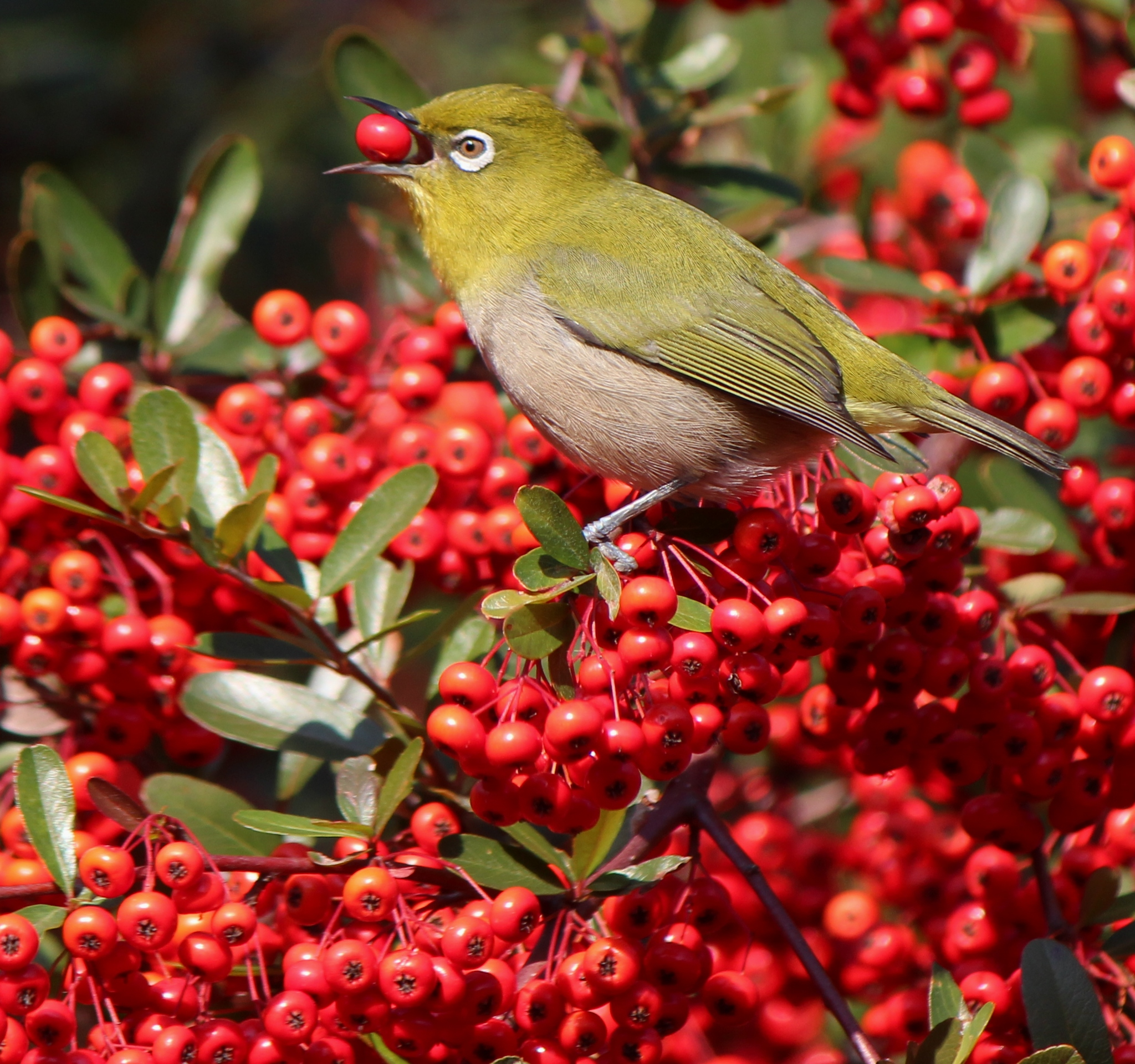
メジロに食べられるトキワサンザシ（バラ科）の果実（ナシ状果）

広義の液果に含まれる果実（漿果、ミカン状果、ウリ状果、ナシ状果、核果）の多くは鳥類や哺乳類に食べられ、種子（核果の場合は硬化した内果皮に包まれた種子）が糞やペリットとして排出されることで種子散布される。このような種子散布様式は、被食散布や周食散布とよばれる。液果の果皮はふつう糖や水分、脂質などに富み、動物にとって魅力ある可食部になっている。ナシ状果では、果皮ではなくそれを囲む花托部が主な可食部になっている。他にもイチゴやクワ、シラタマノキなどの果実は液果ではないが、花托や花被、種皮などが可食部となることで被食散布される。
鳥によって散布される果実はふつう匂いを欠き（鳥の嗅覚はふつう弱い）、成熟しても自然落下しにくく高い位置についているものが多いが、哺乳類によって散布される果実は、ときに強い匂いをもち、低い位置についていたり自然落下しやすいものが多い。
動物被食散布される液果（特に鳥によって散布される液果）は、ふつう赤や黒など目立つ色になることで動物による視認性を高めている。可視光のみではなく、紫外線を用いている例もあると考えられている。果実の成熟度によって色が変わることもあり、複数の色でより目立たせる効果や、未熟な果実を避けてもらう効果があると考えられている。
トマトやカキノキの果実では、種子が粘液質で包まれており、砂嚢や歯ですり潰されることを防いでいると考えられている。

## ギャラリー

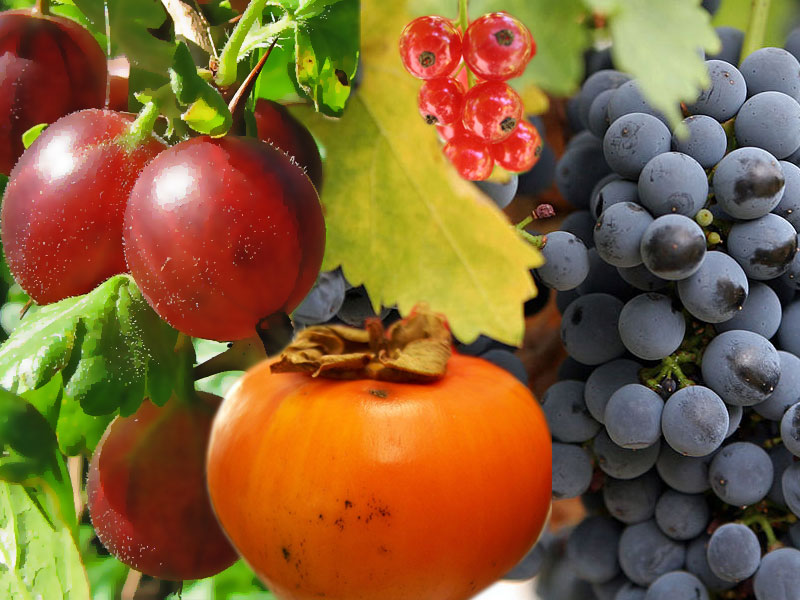
漿果いろいろ
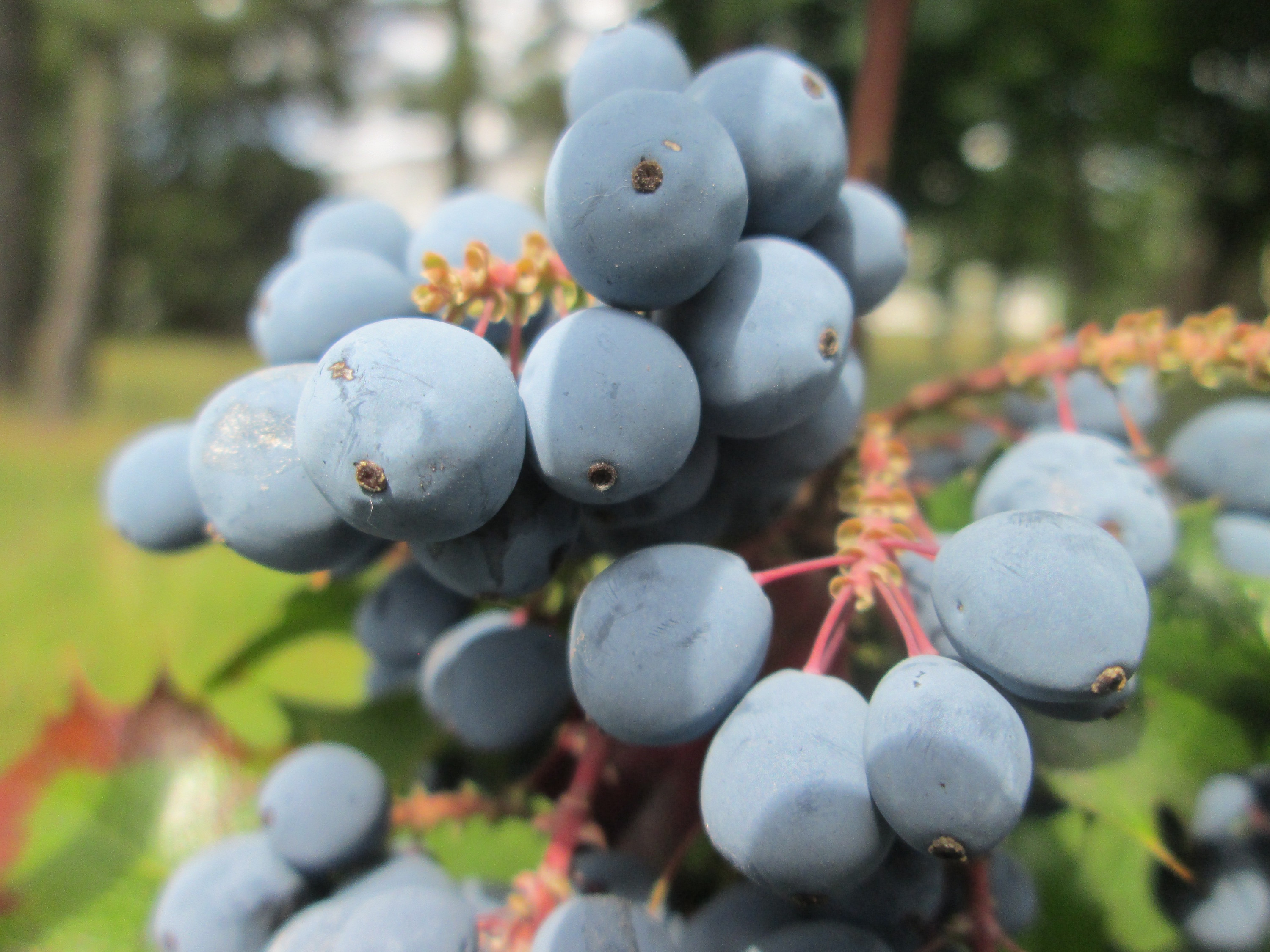
ヒイラギメギの漿果
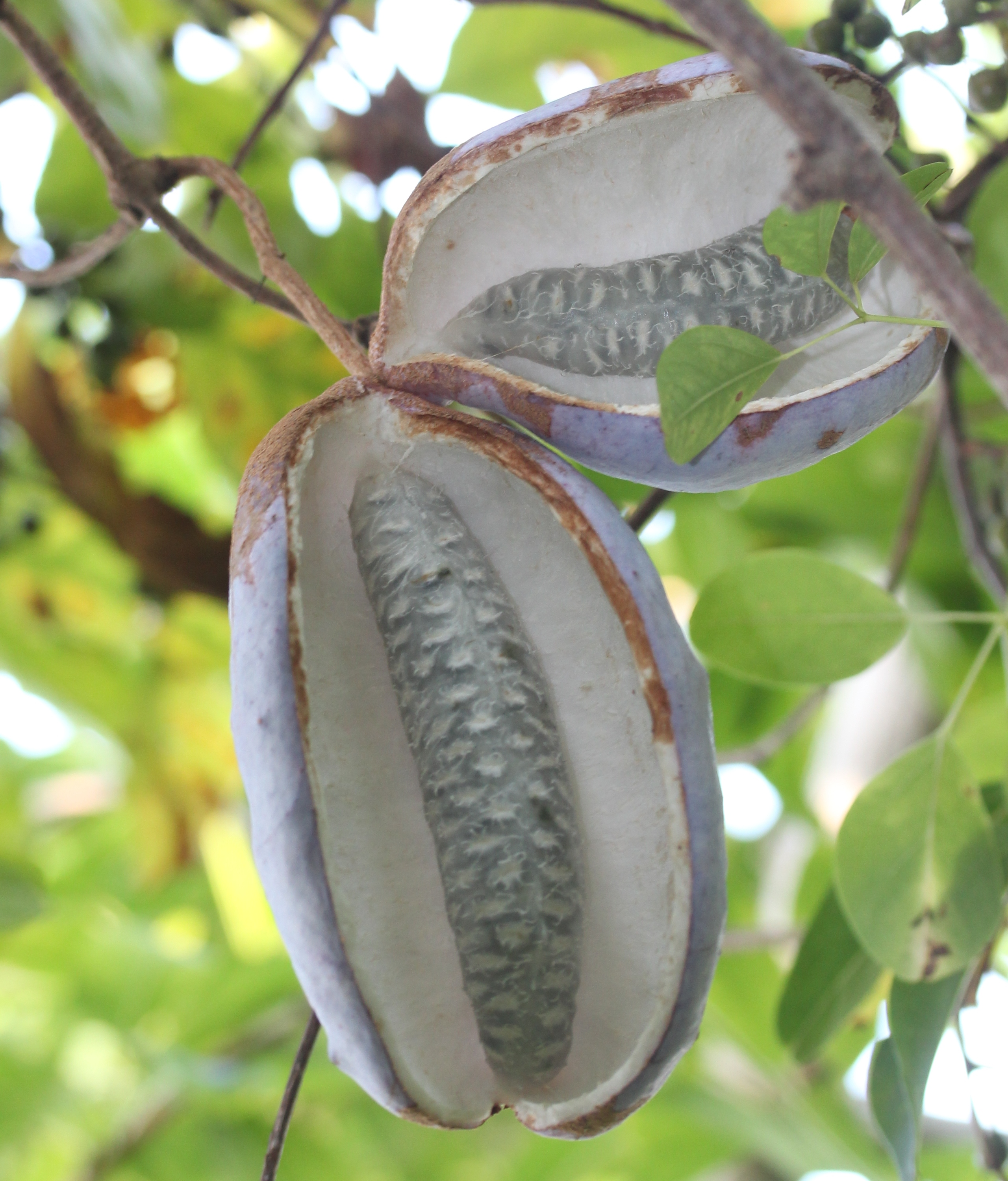
アケビの裂開した漿果
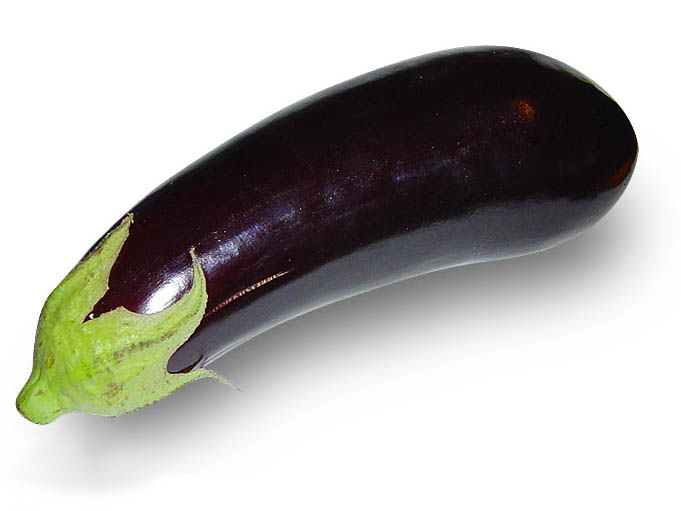
ナスの漿果
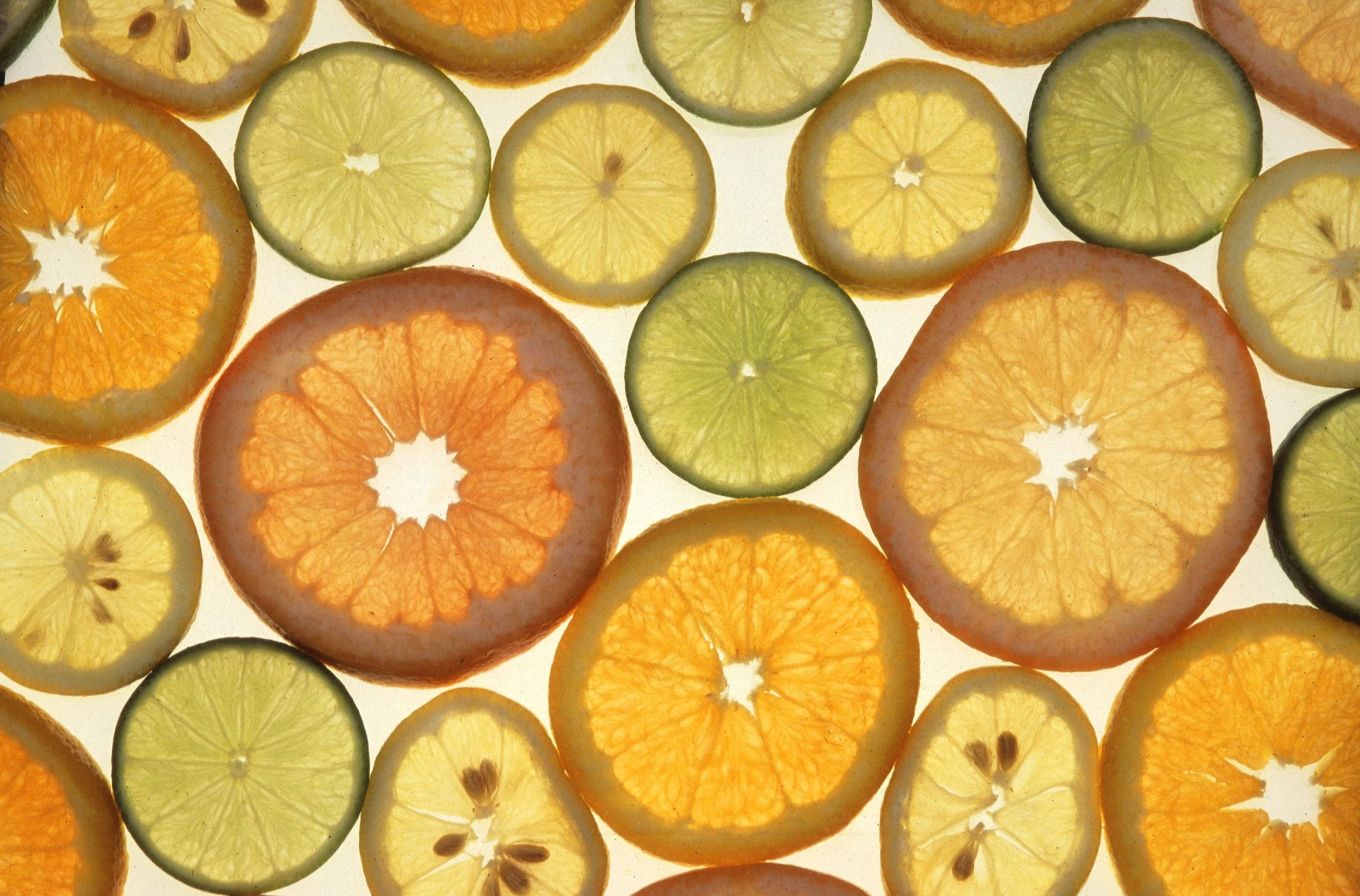
さまざまなミカン状果の切片
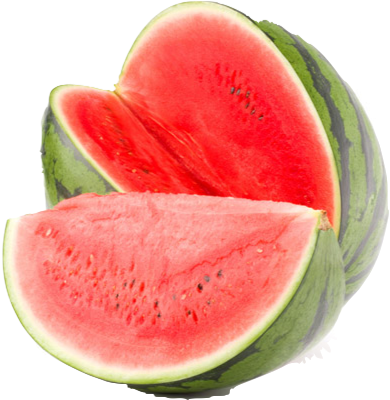
スイカのウリ状果
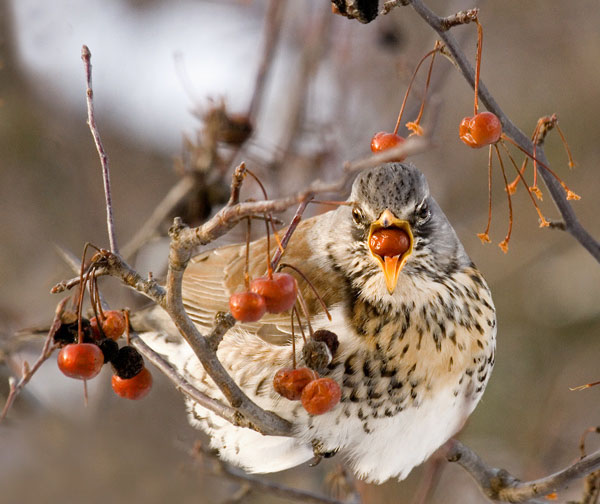
果実を食べるノハラツグミ
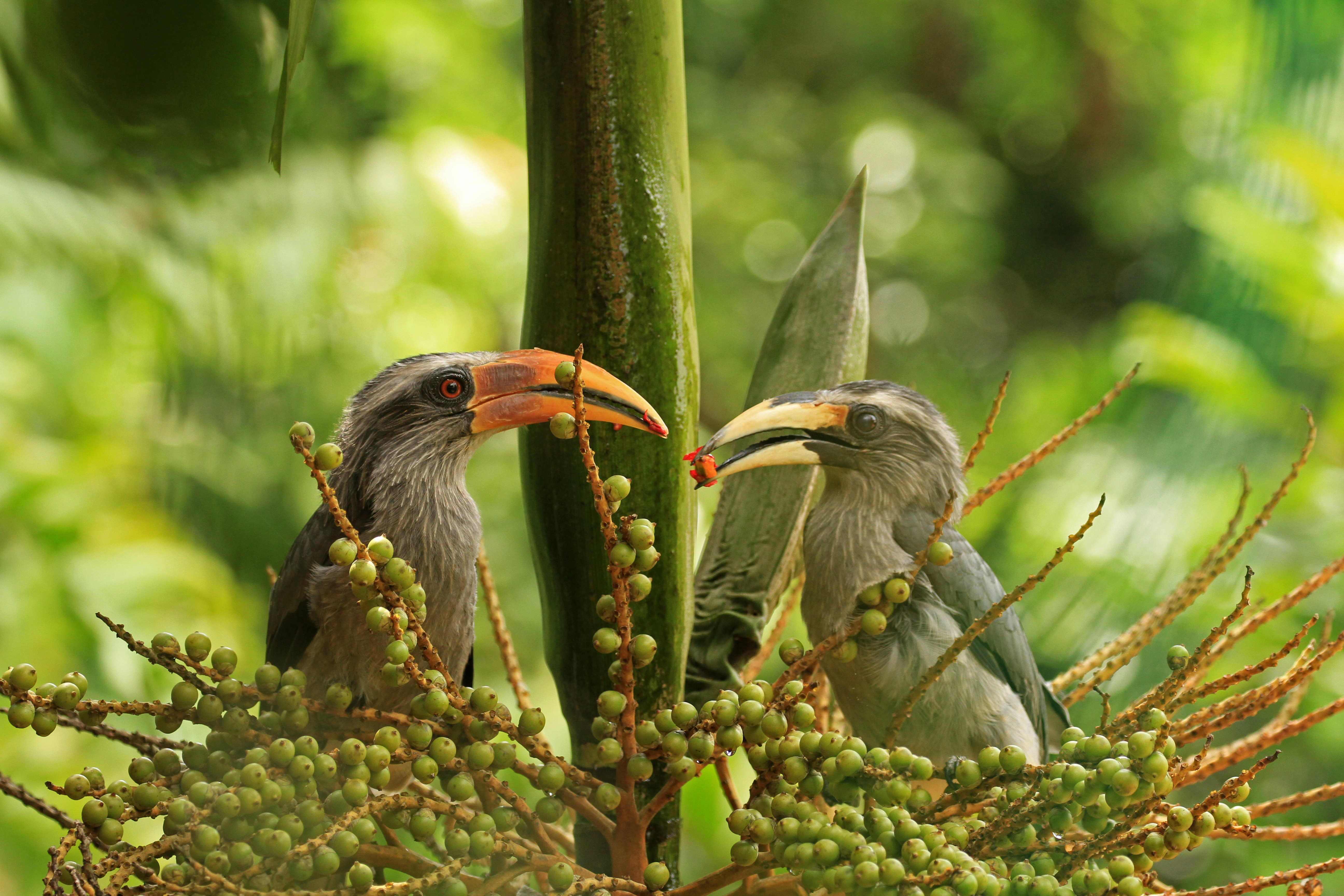
ヤシの果実を食べるニシインドコサイチョウ
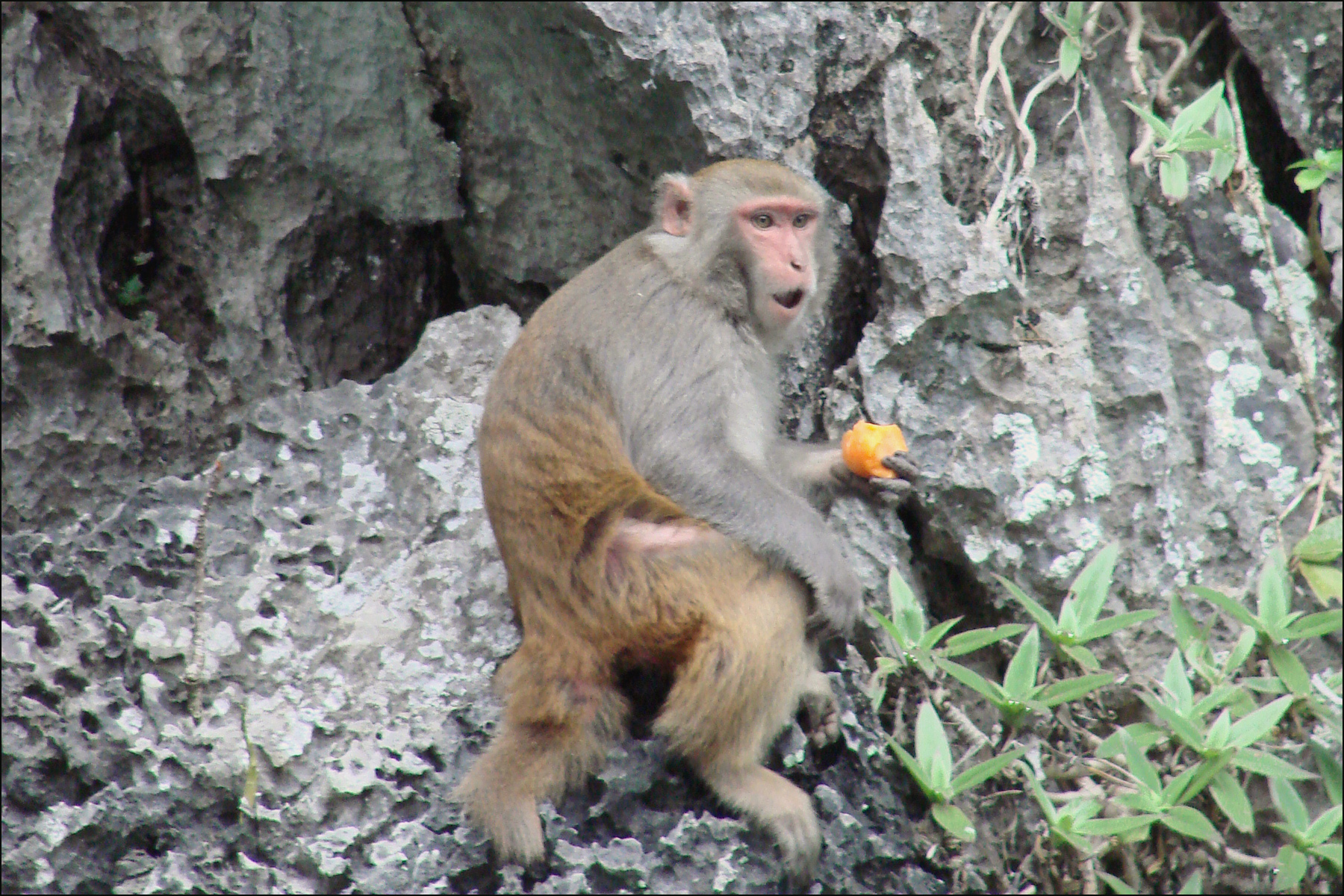
果実を食べるアカゲザル